# Salifiere
Salifierea (en salting-out) este separarea unei substanțe (coloid) dintr-o soluție prin adăugarea alteia mai solubile decât ea însăși, de exemplu separarea coloizilor liofili din soluție prin adăugarea de electroliți, alcool.

## Aplicații
Salifierea este folosită la separarea proteinelor.